# Kingiodendron platycarpum
Kingiodendron platycarpum är en ärtväxtart som beskrevs av Brian Laurence Burtt. Kingiodendron platycarpum ingår i släktet Kingiodendron och familjen ärtväxter. IUCN kategoriserar arten globalt som livskraftig. Inga underarter finns listade i Catalogue of Life.